# Bodega (náutica)
En náutica, las bodegas son los espacios de un buque destinados al alojamiento de las mercancías a transportar. (fr. Cale; ing. Ship's hold, Cargo hold; it. Stiva, port. Porão).[cita requerida]

## Descripción
Están especialmente acondicionados al tipo de carga a estibar en su interior. Por ejemplo, los buques frigorífico tienen sus bodegas forradas con aislante térmico. En la actualidad, los buques de carga general buscan que sus bodegas sean de forma prismática a fin de favorecer el proceso de carga, descarga y trincado. Las bodegas poseen un cierre en su parte superior, denominado tapa escotilla, que garantiza la calidad de las mercancías durante la travesía por el mar. En buques destinados al transporte de carga líquida a granel se reemplazan las bodegas por depósitos o tanques.[cita requerida]